# Morcego-vampiro
Morcegos-vampiros ou morcegos-hematófagos são morcegos cuja fonte de alimento é sangue de outros vertebrados, um tipo de dieta chamado hematofagia. Os morcegos-vampiros são classificados na subfamília Desmodontinae da família Phyllostomidae.
Apenas três espécies de morcegos se alimentam de sangue: Desmodus rotundus (morcego-vampiro-comum), Diphylla ecaudata (morcego-vampiro-de-pernas-peludas) e Diaemus youngi (morcego-vampiro-de-asas-brancas). Todas as três espécies são endêmicas do neotrópico, estando distribuídas desde o México ao Brasil, Chile e Argentina.
A espécie mais comum de morcego-vampiro, Desmodus rotundus está aumentando sua abundância devido às alterações antrópicas no meio ambiente. Devido à criação de gado, na região do Pantanal D. rotundus apresenta taxas de captura superiores às da Mata Atlântica. Porcos são presas preferenciais desses animais e o aumento das populações de javaporco na região sudeste do Brasil pode causar a emergência de doenças transmitidas por este morcego.